# Józefów (Miłaczew)
Józefów (nazwa oboczna Kolonia Miłaczew) – nieoficjalna część wsi Miłaczew w Polsce położona w województwie wielkopolskim, w powiecie tureckim, w gminie Malanów.
W latach 1975–1998 miejscowość należała administracyjnie do województwa konińskiego.